# Ješek z Kravař
Ješek (Jan) z Kravař († 1369) byl moravský šlechtic z rodu pánů z Kravař.

## Život
Jeho otcem byl Vok I. z Kravař. Ješek se narodil z druhého Vokova manželství a spolu se svým bratrem Drslavem z téhož manželství kráčeli společnou cestou, z níž vznikla jičínsko-fulnecká větev Kravařů. První písemná zmínka o Ješkovi pochází z 3. března 1323, kdy je uváděn na listině spolu se svým otcem. V roce 1329 je uváděn na listině se svým bratrem Drslavem, když "pro spásu duše a odpuštění svých hříchů" darovali fulneckému kostelu plat z jednoho lánu. Téhož roku dosáhl na významnou funkci nejvyššího komorníka olomoucké cúdy.
Po smrti svého otce si bratři z druhého manželství rozdělili majetek, Ješek získal hrad Helfštejn s městem Lipníkem a panstvím, hrad Starý Jičín s městem Nový Jičín a panstvím, Hustopeče, Vsetín a hrad Rožnov s městem Rožnov.
V roce 1348 se Ješek účastnil vojenské výpravy krále Karla IV. Roku 1349 vedl soudní proces s Čeňkem z Drahotuš týkající se hradu Helfštejna. Ješek tvrdil, že hrad zdědil po svém otci Vokovi, který jej získal od krále, Čeněk z Drahotuš a jeho bratr Mikuláš tvrdili, že hrad byl na jeho statcích postaven protiprávně Fridušem z Linavy, ale ve sporu proti nejvyššímu komořímu neměli šanci.
Roku 1350 se stal Ješek i nejvyšším komorníkem brněnské cúdy. Téhož roku získal zbořený hrad Pyšolec, ale nejvíce statků kupoval na úrodné Hané. V roce 1355 spojil se svým bratrem Drslavem navzájem statky, aby v případě úmrtí jednoho z nich zůstal majetek rodu. Roku 1365 Drslav zemřel a Ješek se stal poručníkem jeho dětí. Protože Ješek sám vlastní děti neměl a vzhledem k věku s nimi už ani nemohl počítat, nechal v lednu roku 1366 potvrdit právní nároky synovců na svá biskupská léna.
Poslední zprávu o Ješkovi máme z 8. května 1369, 6. července téhož roku je uváděn jako nebožtík. Ješek zemřel bezdětný a jeho majetek si rozdělili synové jeho bratra Drslava.